# Frédéric Sammaritano
Frédéric Sammaritano (Vannes, 23 de marzo de 1986) es un exfutbolista francés que jugaba de centrocampista.

## Trayectoria
Su primer equipo como profesional fue el Vannes Olympique Club.
Después fichó por el A. J. Auxerre en 2010. El 10 de septiembre debutó con el Auxerre en Ligue 1 en un partido frente al S. M. Caen. El 27 de octubre marcó sus primeros goles con el Auxerre, en un doblete contra el S. C. Bastia en la Copa de la Liga de Francia.
El 3 de noviembre marcó su primer gol en la Liga de Campeones de la UEFA, al marcar frente al Ajax de Ámsterdam. A pesar de todo, a final de temporada dejó el Auxerre para fichar por el A. C. Ajaccio. En su primera temporada jugó 30 partidos, mientras que en la segunda temporada que estuvo en el Ajaccio jugó 22 partidos.
El 30 de julio de 2013 regresó al Auxerre, que en esta ocasión se encontraba en Ligue 2. Allí pasó dos temporadas en las que jugó 58 partidos y marcó 12 goles.
En 2015 fichó por el Dijon Football Cote d'Or con el que logró el ascenso en 2016 a la Ligue 1. Con el equipo de nuevo en Ligue 2, en mayo de 2022 anunció su retirada al finalizar la temporada.

## Clubes
| Club                  | País    | Año       |
| --------------------- | ------- | --------- |
| Vannes Olympique Club | Francia | 2008-2010 |
| A. J. Auxerre         | Francia | 2010-2011 |
| A. C. Ajaccio         | Francia | 2011-2013 |
| A. J. Auxerre         | Francia | 2013-2015 |
| Dijon F. C. O.        | Francia | 2015-2022 |